# Brandon Rivera
Brandon Smith Rivera Vargas (ur. 21 marca 1996 w Zipaquirá) – kolumbijski kolarz szosowy i górski.
Rivera, wspólnie z Jhonen Andersonem Rodríguezem, zdobył złoty medal Letnich Igrzysk Olimpijskich Młodzieży 2014 w rywalizacji drużynowej kolarzy – w ramach konkurencji wchodzących w skład tych zmagań był drugi w wyścigu cross-country oraz w eliminatorze cross-country.

## Osiągnięcia

### Kolarstwo szosowe
Opracowano na podstawie:
2019
- 1. miejsce w mistrzostwach panamerykańskich (jazda indywidualna na czas)
- 4. miejsce w igrzyskach panamerykańskich (jazda indywidualna na czas)

2024
- 2. miejsce w mistrzostwach Kolumbii (jazda indywidualna na czas)
- 2. miejsce w Tour of Austria
  - 1. miejsce na 2. etapie

2025
- 3. miejsce w mistrzostwach Kolumbii (jazda indywidualna na czas)

### Kolarstwo górskie
Opracowano na podstawie:
2013
- 2. miejsce w mistrzostwach panamerykańskich juniorów (cross-country)

2014
- 2. miejsce w mistrzostwach panamerykańskich juniorów (cross-country)
- 1. miejsce w letnich igrzyskach olimpijskich młodzieży (drużynowo)
  - 2. miejsce w wyścigu cross-country
  - 2. miejsce w eliminatorze cross-country

## Rankingi

### Kolarstwo szosowe
| Rok              | 2019 | 2020  | 2021  | 2022 | 2023 | 2024 |
| ---------------- | ---- | ----- | ----- | ---- | ---- | ---- |
| World Ranking    | 677. | 1078. | 2718. | 894. | 803. | 254. |
| UCI America Tour | 74.  | 89.   | 477.  | 94.  | 61.  | 28.  |
|                  |      |       |       |      |      |      |
| Źródło: UCI      |      |       |       |      |      |      |